# Polincove
|  | Per a altres significats, vegeu «Pollinkhove». |

Polincove és un municipi francès, situat al departament del Pas de Calais i a la regió dels Alts de França. L'any 1999 tenia 560 habitants.
Polincove es troba al nord del departament del Pas de Calais. Està a prop del departament del Nord i de la ciutat d'Audruicq.
Polincove es troba al cantó d'Audruicq, que al seu torn forma part del districte de Saint-Omer.